# Rallina fasciata
La rallina zamperosse (Rallina fasciata Raffles, 1822) è un uccello della famiglia dei Rallidi originario della regione estesa dall'India nord-orientale alle Piccole Isole della Sonda e alle Filippine.

## Descrizione
La rallina zamperosse, con una lunghezza di 22–25 cm, è un Rallide di medie dimensioni. Testa, collo e petto sono di colore rosso-bruno, più chiaro sulla gola, e la regione dorsale è grigio-bruna. Le regioni inferiori e il sottoala sono ricoperti da una serie di strisce bianche e nere. L'iride, circondata da un anello orbitale rosso, è arancio o rossa, il becco è color corno-verdastro e le zampe e i piedi sono rossi.
Emette una serie di gracidii e grugniti decrescenti.

## Distribuzione e habitat
La rallina zamperosse si incontra lungo i corsi d'acqua e le zone umide delle pianure del Sud-est asiatico e dell'arcipelago malese; il suo areale comprende l'India nord-orientale (Distretto di Cachar), il Myanmar (a eccezione delle regioni nord-orientali), la Thailandia nord-occidentale e peninsulare, la Malaysia, il Vietnam meridionale (Cocincina), Sumatra (province di Utara, Riau, Bengkulu e Lampung, nonché isole Riau, Mentawai e Batu, e isole di Bangka, Belitung, Enggano e Nias), il Borneo, le Filippine (Luzon, Mindoro, Culion, Palawan, Balabac, Mindanao e Basilan) e Flores. Sverna (e probabilmente risiede) più a sud, a Giava, nelle Piccole Isole della Sonda (Lombok, Sumbawa, Alor e Kisar) e nelle Molucche (Halmahera, Ambon, Bacan e Buru). Abita le zone umide, su terreni sia aperti che ricoperti da foreste.

## Biologia
Monogama e territoriale, almeno durante la stagione degli amori, è molto timida e riservata e talvolta, se minacciata, si rifugia sugli alberi. Ha abitudini notturne. La stagione degli amori varia a seconda delle località: nel Myanmar si riproduce in giugno e in agosto-settembre, in Thailandia in luglio-agosto, a Giava in gennaio-aprile e a Sumatra in gennaio. Ciascuna covata è composta da 3-6 uova di colore bianco, con piccole macchioline scure. Il comportamento migratorio della specie è difficile da stabilire, poiché alcune popolazioni (come quelle di Thailandia e Malesia) sono migratorie, e altre sedentarie.